# Satyrus sartha
Satyrus sartha är en fjärilsart som beskrevs av Otto Staudinger 1886. Satyrus sartha ingår i släktet Satyrus och familjen praktfjärilar. Inga underarter finns listade.